# Axel Liffner
Axel Gustaf Adolf Liffner, född 6 november 1919 i Karlskrona, Blekinge län, död 12 juni 1994 i Stockholm, var en svensk författare och litteraturkritiker. 

## Biografi
Liffner var son till disponenten Thure Liffner och Ida, född Danielsson. Han var initiativtagare till och medarbetare i tidskriften 40-tal 1944–47, och därefter redaktör för Utsikt 1948–1950. Från 1950 och fram till sin pensionering 1984 arbetade Liffner på Aftonbladets kulturredaktion.
Som poet debuterade Liffner 1947 med diktsamlingen Opus 0,09, som genomströmmas av existentialistiska problemställningar och dova stämningar i korta, lyriska stycken. I uppföljaren Semikolon (1951) ges utrymme åt ljusare stämningar, och i de följande diktsamlingarna Glanslöst (1956), Frivaro (1962) och Vardagsbilder (1969) berörs politiska och sociala frågeställningar. Diktsamlingen Baobab (1975) består av ett antal resedikter från Västafrika, och fångar konkreta utdrag ur afrikanskt liv samt låter kontinentens röster komma till tals.
Liffner hade även en roll som redaktionssekreterare i filmen Ett svårskött pastorat (1958), i regi av Emil A. Lingheim och Åke Ohlmarks.
Aftonbladet delar sedan 1984 årligen ut ett Axel Liffner-stipendium.

### Redaktör
- Nya berättare. Bokklubben Svalan, 99-0120395-3. Stockholm: Bonnier. 1948. Libris 1228931 - Tillsammans med Artur Lundkvist.
- Palmær, Henrik Bernhard (1953). Lustresor / urval och inledning av Axel Liffner. Stockholm: Wahlström & Widstrand. Libris 1445444
- En bok om Nils Ferlin. FIB:s lyrikklubbs bibliotek, 0425-5232 ; 7. Stockholm: FIB :s lyrikklubb. 1954. Libris 889414 - Tillsammans med Eric Carlson.
- En bok om Hjalmar Gullberg. FIB:s lyrikklubbs bibliotek, 0425-5232 ; 15. Stockholm: FIB :s lyrikklubb. 1955. Libris 694788 - Tillsammans med Eric Carlson.
- En bok om Gunnar Ekelöf. FIB:s lyrikklubbs bibliotek, 0425-5232 ; 27. Stockholm: FIB :s lyrikklubb. 1956. Libris 46439 - Tillsammans med Eric Carlson.
- En bok om Johannes Edfelt. FIB:s lyrikklubbs årsbok, 0348-0534 ; 1961FIB :s lyrikklubbs bibliotek, 0425-5232 ; 64. Stockholm: FIB :s lyrikklubb. 1960. Libris 8205460 - Tillsammans med Eric Carlson.

## Priser och utmärkelser
- 1949 – Boklotteriets stipendiat
- 1952 – Boklotteriets stipendiat
- 1954 – Kritikernas stipendium till författare
- 1962 – Boklotteriets stipendiat
- 1967 – Litteraturfrämjandets stipendiat
- 1970 – Carl Emil Englund-priset för Vardagsbilder
- 1974 – Beskowska resestipendiet
- 1976 – Sveriges Radios Lyrikpris
- 1977 – Ferlinpriset
- 1984 – Axel Liffner-stipendiet